# Sinh miến
Sinh miến là một loại mì Trung Quốc được tìm thấy ở Hồng Kông. Nó thường có ở các khu phố của người Tàu ở nước ngoài.

## Sản xuất
Nó được làm bằng bột mì, bột sắn, muối, kali cacbonat và nước.

## Đa dạng
Sinh miến có thể được nấu nhanh tương tự như mì ramen. Nó được biết đến với một kết cấu mền và mịn hơn. Nó có thể được ăn đơn giản hoặc với dầu mè.  Có thể bổ sung các loại rau như kai-lan nếu thích. Mì có vị của lúa mì. Nó được phục vụ nóng.